# Klaus-Dieter Petersen
Klaus-Dieter Petersen, nemški rokometaš, * 6. november 1968.
Bil je dolgoletni član nemške reprezentance, za katero je zbral 340 nastopov in na njih dosegel 253 golov. Po igralski karieri je postal trener in trenutno vodi TSV Altenholz. 

## Igralska kariera

### Klubska kariera
Od leta 1986 je igral za nemške klube. Najprej za Minden do leta 1988. Nato do leta 1993 za VfL Gummersbach ter med letoma 1993 in 2005 za severnonemški rokometni velikan THW Kiel. 

### Reprezentanca Nemčije
Za reprezentanco je igral od leta 1989. Vsega skupaj je zbral 340 nastopov za izbrano vrsto v obdobju, ko je ta bila v svetovnem rokometnem vrhu in je osvajala številne medalje na največjih tekmovanjih. Petersen je dosegel 253 zadetkov. 
Z Nemčijo je osvojil dve medalji na evropskih prvenstvih. Najprej je leta 2002 osvojil srebro, nato leta 2004 v Sloveniji pa še zlato medaljo. 
Leta 2003 je bil v postavi ekipe, ki je osvojila srebrno medaljo na SP 2003. 
Leta 2004 je na poletnih olimpijskih igrah v Atlanti v sestavi nemške reprezentance osvojil srebrno olimpijsko medaljo.

## Trenerska kariera
Od leta 2005, ko je zaključil z igranjem se je posvetil trenerstvu. Vodil je več nemških klubov potem, ko je bil najprej pri Kielu pomočnik trenerja med letoma 2003 in 2008. Od leta 2012 je trener v klubu TSV Altenholz. 